# Colias marcopolo
Colias marcopolo is een vlindersoort uit de familie van de Pieridae (witjes), onderfamilie Coliadinae.
Colias marcopolo werd in 1888 beschreven door Grum Grshimaïlo.